# Maroc aux Jeux olympiques d'hiver de 1968
La participation du Maroc aux Jeux olympiques d'hiver de 1968 à Grenoble en France, du 6 au 18 février 1968, constitue la première participation du pays à des Jeux olympiques d'hiver. La délégation marocaine est représentée par cinq athlètes en ski alpin.
Le Maroc fait partie des nations qui ne remportent pas de médaille durant ces Jeux olympiques. Les sportifs du ski alpin inscrits terminent 83e et 86e de l'épreuve du Slalom géant masculin. Les participants de l'épreuve Slalom n'ont pas terminé la course.

## Délégation
Le tableau suivant indique le nombre d'athlètes marocains inscrits dans chaque discipline :
| Sport     | Discipline | Hommes | Femmes | Total |
| --------- | ---------- | ------ | ------ | ----- |
| Ski       |            |        |        |       |
| Ski alpin | 5          | 0      | 5      |       |
| Total     | Total      | 5      | 0      | 5     |

## Ski alpin

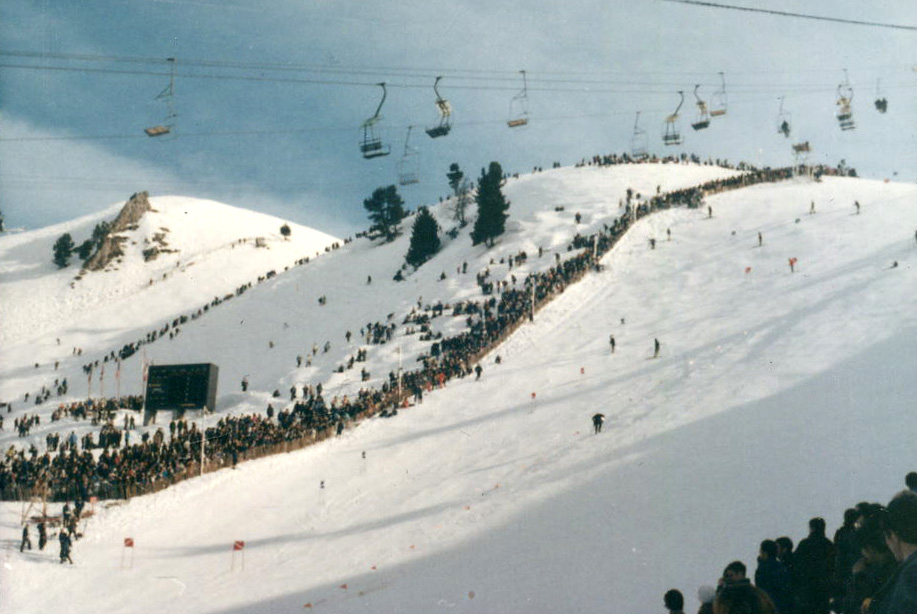
Chamrousse, la piste pour les épreuves de ski alpin.

### Résultats
Slalom géant
Said Housni, qui porte le dossard no 115 lors de l'épreuve, termine à la 74e position avec un temps de 4 min 40 s 68, soit un retard de 79 s 38 sur le champion olympique français Jean-Claude Killy. Il devance l'autre athlète marocain, Hassan Lahmaoui qui termine à la 86e place.
| Athlète         | Épreuve      | Manche 1      | Manche 1 | Manche 2      | Manche 2 | Total         | Total |
| Athlète         | Épreuve      | Temps         | Rang     | Temps         | Rang     | Temps         | Rang  |
| --------------- | ------------ | ------------- | -------- | ------------- | -------- | ------------- | ----- |
| Mimoun Quitot   | Slalom géant | DNF           | –        | –             | –        | DNF           | –     |
| Mohammed Aomar  | Slalom géant | DNF           | –        | –             | –        | DNF           | –     |
| Hassan Lahmaoui | Slalom géant | 2 min 24 s 97 | 90       | 2 min 23 s 69 | 84       | 4 min 48 s 66 | 86    |
| Said Housni     | Slalom géant | 2 min 24 s 40 | 89       | 2 min 16 s 28 | 80       | 4 min 40 s 68 | 83    |

Slalom
| Athlète         | Épreuve | Manche 1      | Manche 1 | Manche 2                            | Manche 2                            | Résultat                            | Résultat                            | Résultat                            | Résultat                            | Résultat                            | Résultat                            |
| Athlète         | Épreuve | Temps         | Rang     | Temps                               | Rang                                | Temps 1                             | Rang                                | Temps 2                             | Rang                                | Total                               | Rang                                |
| --------------- | ------- | ------------- | -------- | ----------------------------------- | ----------------------------------- | ----------------------------------- | ----------------------------------- | ----------------------------------- | ----------------------------------- | ----------------------------------- | ----------------------------------- |
| Said Housni     | Slalom  | 1 min 19 s 93 | 5        | N'est pas qualifié au prochain tour | N'est pas qualifié au prochain tour | N'est pas qualifié au prochain tour | N'est pas qualifié au prochain tour | N'est pas qualifié au prochain tour | N'est pas qualifié au prochain tour | N'est pas qualifié au prochain tour | N'est pas qualifié au prochain tour |
| Mohammed Aomar  | Slalom  | 1 min 29 s 54 | 6        | 1 min 20 s 03                       | 4                                   | N'est pas qualifié au prochain tour | N'est pas qualifié au prochain tour | N'est pas qualifié au prochain tour | N'est pas qualifié au prochain tour | N'est pas qualifié au prochain tour | N'est pas qualifié au prochain tour |
| Hassan Lahmaoui | Slalom  | DSQ           | –        | 1 min 09 s 16                       | 4                                   | N'est pas qualifié au prochain tour | N'est pas qualifié au prochain tour | N'est pas qualifié au prochain tour | N'est pas qualifié au prochain tour | N'est pas qualifié au prochain tour | N'est pas qualifié au prochain tour |
| Mehdi Mouidi    | Slalom  | 1 min 13 s 61 | 6        | 1 min 10 s 90                       | 3                                   | N'est pas qualifié au prochain tour | N'est pas qualifié au prochain tour | N'est pas qualifié au prochain tour | N'est pas qualifié au prochain tour | N'est pas qualifié au prochain tour | N'est pas qualifié au prochain tour |